# Чун, Юдис
Юдис Вонг Чун (кит. упр. 張瑋桓, пиньинь Eudice Wong Chong; род. 22 апреля 1996, Нью-Йорк, Нью-Йорк) — гонконгская теннисистка. Финалистка одного турнира WTA в парном разряде; победительница 38 турниров ITF (шесть — в одиночном разряде); двукратный бронзовый призёр Универсиады 2019 года: в одиночном и в парном разрядах.
С 2012 года Чун представляет Гонконг на Кубке Билли Джин Кинг, где её рекорд W/L: 25—11.

## Спортивная карьера
В 2017—2024 годах стала победительницей шести турниров ITF в одиночном разряде.
И в 2016—2025 годах стала победительницей ещё тридцати двух турниров ITF в парном разряде.
В сентябре 2024 года стала финалисткой совместно с японкой Моюкой Утидзима в парном разряде турнир WTA 250 в Хуахине (Таиланд), где они в финале проиграли паре Анна Данилина и Ирина Хромачёва со счётом 4-6, 5-7.

## Итоговое место в рейтинге WTA по годам
| Год  | Одиночный рейтинг | Парный рейтинг |
| 2024 | 397               | 145            |
| 2023 | 252               | 170            |
| 2022 | 223               | 135            |
| 2021 | 545               | 260            |
| 2020 | 384               | 170            |
| 2019 | 456               | 183            |
| 2018 | 559               | 500            |
| 2017 | 750               | 1030           |
| 2016 | 749               | 864            |
| 2015 | 1229              | 877            |
| 2014 | 1127              | 1087           |

## Выступления на турнирах

### Финалы турнировWTAв парном разряде (1)

#### Поражение (1)
| №  | Дата             | Турнир               | Покрытие | Партнёрша      | Соперницы в финале            | Счёт    |
| 1. | 22 сентября 2024 | Хуахин, Таиланд (II) | Хард     | Моюка Утидзима | Анна Данилина Ирина Хромачёва | 4-6 5-7 |